# София Баварская (1376—1425)
София Баварская (чеш. Žofie Bavorská, нем. Sophie von Bayern; 1376, Мюнхен — 4 ноября 1428, Братислава) — королева Германии и Чехии, супруга короля Вацлава IV (Венцеля).

## Ранняя жизнь
София была младшим ребёнком и единственной дочерью Иоганна II Баварского и Екатерины Горицкой.
София воспитывалась своим дядей Фридрихом Баварским в Ландсхуте. София любила охотиться, как и её будущий муж. В 1388 году дядя отвёз её в Прагу, где вёл переговоры о том, чтобы выдать племянницу замуж. Двенадцатилетняя принцесса была впечатлена Вацлавом; кроме того, брак был политически выгодным. Дядя представлял отца Софии на переговорах о её браке с Вацлавом.

## Королева
2 мая 1389 года в Праге София вышла замуж за короля Венцеля. Вероятно Вацлава и Софию обвенчал канцлер короля, епископом Ян. Венцель был в споре с архиепископом Праги, что ставило под удар коронацию Софии. Она могла быть коронована королевой только архиепископом.
Венцель отпраздновал свадьбу, заказав множество превосходных рукописей, таких как Библия Венцеслава. Была также заказана рукопись о супружеской верности. Брак был счастливым, но бездетным.
Муж Софии не был некомпетентным правителем и в хрониках его описывали предвзято. София же, напротив, описывалось умелой правительницей. В марте 1393 года её духовник Ян Непомуцкий скончался под пытками. Говорили, что он умер, отказавшись раскрыть содержание её исповеди, но в то же время он был вовлечен в конфликт с Яном II из Енштейна. Во время восстания и тюремного заключения её супруга в 1402—1403 годах она жила в Градец-Кралове. Королева София изначально была последовательницей Яна Гуса и слушала его проповеди, и, как и Вацлав, защищала его. После того, как Гус был подвергнут анафеме папой в 1410 году, она отказалась и дальше поддерживать его. Она была убеждена, что смерть Гуса в 1415 году приведёт к бунту.

## Регент
Венцель скончался в 1419 году. Как вдовствующая королева, София искала убежища у венгерского короля Сигизмунда, чьи притязания на престол Чехии она поддерживала. Некоторое время София была официальным регентом Чехии. В октябре 1419 года влиятельные чехи подписали договор со вдовствующей королевой Софией, пообещав охранять закон и порядок. Однако вскоре она потеряла авторитет. София и Сигизмунд вместе управляли владениями в Прешпороке. Ходили слухи, что у Софии и Сигизмунда был роман. Сигизмунд отмечал, что вдовствующая королева Чехии обязательно снова выйдет замуж, возможно, за короля Польши Владислава II.
София умерла 4 ноября 1428 года.